# Phan Khắc Khoan
Phan Khắc Khoan (5 tháng 6 năm 1916 – 13 tháng 12 năm 1998), bút hiệu: Chàng Chương, Hồng Chương; là nhà giáo, nhà viết kịch và là nhà thơ Việt Nam thời tiền chiến. Ông cùng với Phạm Huy Thông, là hai người đầu tiên sáng tác ra thể loại kịch thơ ở Việt Nam, và đã có những vở diễn thành công trên sân khấu.

## Cuộc đời
Phan Khắc Khoan, người làng Yên Lăng, huyện Yên Thành, tỉnh Nghệ An
Mồ côi mẹ từ thuở bé, năm ông 15 tuổi, thì cha ông (cụ Tú Phan Văn Phu) bị mù. Do mẹ mất sớm, Phan Khắc Khoan phải đến ở với ông bà nội. Ông nội là một nhà khoa bảng, nổi tiếng thơ văn nhưng nhà nghèo. Ông ngoại là một quan chức, vì tham gia phong trào Văn thân chống Pháp, nên bị giáng chức; còn bác dượng ông thì tham gia phong trào Cần vương, nên cũng bị đày đi Guyane thuộc Pháp.
Thuở nhỏ, ông học trường huyện (Yên Thành), trường Vinh (Nghệ An), tốt nghiệp bằng Thành chung.
Năm 1938, ông dạy trường Lam Sơn, Thanh Hóa. Đến năm 1940, ông ra Huế dạy trường Việt Anh.
Sinh trưởng trong cảnh nghèo khổ, lại sớm tiếp thu tư tưởng của các nhà cách mạng (như Phan Bội Châu, Phan Chu Trinh) cùng với không khí sục sôi lúc bấy giờ (năm 1930-1931, phong trào Xô Viết Nghệ - Tĩnh nổ ra)...khiến ông bắt đầu nảy ra ý nghĩ sẽ làm chính trị bằng văn chương.
Năm 1940, vở kịch thơ Trần Can của ông ra đời. Kể từ đó, ông liên tiếp cho xuất bản hoặc cho trình diễn nhiều kịch bản mới.
Ngoài viết kịch, Phan Khắc Khoan còn làm thơ, viết bài bình luận cho các báo chí đương thời, như: Phong Hóa, Hà Nội tân văn, tuần báo Quê hương, Thế giới Mới, Tri tân, Trung Bắc chủ nhật,...trong số đó có nhiều bài đã bị ngành chức năng kiểm duyệt cắt bỏ.
Tháng 7 năm 1941, ông được Hoài Thanh và Hoài Chân viết bài để giới thiệu trong quyển Thi nhân Việt Nam, xuất bản năm 1942.
Trước Cách mạng tháng Tám, ông cùng với nhạc sĩ Lê Mộng Bảo, Lê Mộng Đào, họa sĩ Phạm Viết Song thành lập một nhóm kịch.
Trong kháng chiến chống Pháp (1945-1954), Phan Khắc Khoan dạy học tại quê nhà (Nghệ An), cùng lúc đó ông tham gia đoàn văn nghệ Kháng chiến Liên Khu IV.
Năm 1955, ông ra Hà Nội, tiếp tục nghề dạy học.
Năm 1957, ông dự hội nghị thành lậpHội Nhà văn Việt Nam (ngày 1 - 4 tháng Tư năm 1957), là hội viên của Hội từ 1957.
Năm 1965-1973, ông bị tạm giữ và phải chuyển lên sống ở Tuyên Quang, Lào Cai, Vĩnh Phúc vì bị nghi vấn về tư tưởng. Tổng cộng, ông phải ngồi tù 8 năm 4 tháng 53 ngày.
Tháng 11 năm 1967, ông lại được Nguyễn Tấn Long và Nguyễn Hữu Trọng giới thiệu trong bộ Việt Nam thi nhân tiền chiến (quyển trung), xuất bản năm 1968 tại Sài Gòn.
Năm 1973, ông được về lại Hà Nội sinh sống với gia đình.
Sau sự kiện 30 tháng 4 năm 1975, Phan Khắc Khoan vào sống ở Thành phố Hồ Chí Minh, bỏ hẳn việc sáng tác, chỉ còn phiên dịch một vài tập thơ văn.
Ngày 13 tháng 12 năm 1998 , Phan Khắc Khoan mất tại Hà Nội, thọ 82 tuổi.

## Tác phẩm
Theo thống kê chưa đầy đủ, Phan Khắc Khoan đã để lại một số tác phẩm như sau:

### Kịch thơ
- Trần Can (Quê Hương Hà Nội xuất bản, 1940)
- Lý Chiêu Hoàng (Quê Hương Hà Nội xuất bản, 1942)
- Phạm Thái (hay "Giấc mộng Tiêu Sơn", 1943. Kịch thơ phỏng theo tiểu thuyết "Tiêu Sơn tráng sĩ" của Khái Hưng)
- Quỳnh Như (1944)
- Lá cờ (ca dao kịch,1945)
- Máu anh nhi (Kịch kháng chiến,1945)
- Gương phụ nữ (Kịch kháng chiến,1945)
- Mầm tin (Kịch kháng chiến,1945)
- Hiếu và tình (vở đã diễn năm 1942, nhưng chưa in thành sách)
- Gươm tráng sĩ (vở đã diễn năm 1942, nhưng chưa in thành sách)
- Nguyễn Hoàng (vở đã diễn năm 1942-1943, nhưng chưa in thành sách)
- Hoàng tử Cảnh (vở đã diễn năm 1942-1943, nhưng chưa in thành sách)
- Cô Tô đài (vở đã diễn năm 1943, nhưng chưa in thành sách)
- Mắt tiên nga (vở đã diễn năm 1943, nhưng chưa in thành sách)
- Hờn vong quốc (1945)
- Mưu Lý Việt (vở đã diễn năm 1947, nhưng chưa in thành sách)
- Lớp học tân tiến (vở đã diễn năm 1947, nhưng chưa in thành sách)
- Hùng ca tráng khúc (vở đã diễn năm 1947, nhưng chưa in thành sách)
- Tình xuân và chiến sĩ (vở đã diễn năm 1948, nhưng chưa in thành sách)

### Kịch nói
- Tìm lý tưởng (1940)
- Một ra đi (Kịch kháng chiến,1945)
- Tinh thần lão trượng (1945)

### Thơ
- Xa xa (Nhật ký thơ,Quê Hương Hà Nội xuất bản, 1942)
- Lòng nghĩa khí (1945)
- Thanh niên Xô Viết (diến ca,1946)
- Ông Xô Viết trên bờ Vônga (diễn ca,1946)
- Sức mạnh Việt Nam (Hùng ca tráng khúc, gồm 6000 câu, đề cao tinh thần chống ngoại xâm của dân tộc Việt Nam [chưa được xuất bản, gia đình giữ văn bản gốc],1947)
- Bài ca dưỡng sinh(chưa xuất bản, 1980)
- Thơ chọn lọc(từ năm 1940-1988, chưa xuất bản & có thể đã thất lạc.)

### Thơ dịch
- Hư vô (1942,dịch thơ Omar Khayam, nhà thơ người Iran. Quê Hương Hà Nội xuất bản)
- Góc phố (thơ J.Prêve, nhà thơ người Pháp).
- Những mối tình của một họa sĩ già trên quần đảo Mackizơ (kịch của nhà cách mạng Kỳ Đồng viết bằng tiếng Pháp)
- Tagore (dịch của thi hào Ấn Độ Rabbindranath Tagore)
- Lời ca Chinh Phụ (dịch theo nguyên điệu tập "Chinh Phụ Ngâm" của Đặng Trần Côn,1943)

Ngoài ra, ông còn nhiều tập thơ chưa xuất bản, vì theo tác giả Thi nhân Việt Nam, thì: ngoài tập Xa xa, Phan Khắc Khoan còn làm vô số thơ. Nhân hỏi xem, tôi đã nhận được một lần mười một tập. Kèm với một lá thư đại khái nói: đây chỉ chừng một nửa thi phẩm của tôi...

## Nhận xét

### Về tác giả
Võ Văn Trực, tác giả quyển Những gương mặt văn chương hiện đại (Nhà xuất bản Thanh Niên, 2008) và là một học trò của Phan Khắc Khoan, kể: 
Thầy (Phan Khắc Khoan) thường dựng những nhân vật tráng sĩ vung thanh gươm xoay vận nước với những lời thơ hào sảng. Và những nhân vật đó cứ ám ảnh thầy hàng ngày trong lúc làm việc hay cả trong lúc rong chơi...
Phạm Đình Giang là học trò cưng của thầy Khoan, thường rủ tôi đến chơi nhà thầy. Một hôm chủ nhật, thấy nhà thầy đóng kín cửa, nhưng lại có tiếng động ở trong. Gõ cửa mãi, không có ai mở, chúng tôi tự mở cửa vào thì thấy thầy đang vừa nhảy ngựa (ngựa tưởng tượng) vừa ngâm thơ: "Thiên địa phong trần/ Hồng nhan đa truân/ Du du bỉ thương hề thùy tạo nhân".... áo quần tóc tai thầy ướt đẫm mồ hôi...
Trước Cách mạng tháng Tám, thầy có lập một đoàn kịch chuyên diễn kịch thơ ở Hà Nội, Vinh, Nam Định, Huế, Bắc Ninh... Thầy vừa là tác giả kịch bản vừa là đạo diễn vừa là diễn viên...Mỗi khi nói đến đâu thầy tự minh họa đến đấy. Thầy nhảy trên sân khấu từ góc này sang góc kia, kéo chiếc phông cánh quàng lên vai như quàng một chiếc áo bào để làm tráng sĩ xông ra sa trường. Thầy ngâm những câu thơ trong các vở kịch cũ đã viết...Có người nghĩ, thầy hay ngâm những câu thơ hùng dũng của nhân vật tráng sĩ, chắc phải là người to lớn vạm vỡ và tướng mạo phương phi lắm? nhưng không, dáng người thầy thanh mảnh và nho nhã, chẳng qua vì quá yêu nhân vật của mình nên thầy thuộc làu những lời thơ của nhân vật mà thôi...
Những năm cuối đời, chị Võ Thị Băng Thanh (vợ thầy) cùng các con cháu thường xuyên chăm sóc thầy bên giường bệnh, và cũng đã quen với những cơn mơ tráng sĩ của thầy...

### Về tác phẩm
Phan Khắc Khoan nổi bật hơn cả ở loại hình kịch thơ. Kịch thơ của ông thường khai thác đề tài lịch sử, mang nhiều kịch tính căng thẳng, nhưng cũng rất lãng mạn và trữ tình. Chủ đề kịch thường xoay quanh việc cổ vũ chí khí của kẻ làm trai và trách nhiệm của họ trước thời cuộc. Theo Đặng Văn Lung trong Từ điển Văn học (bộ mới), thì: Có vở như Trần Can đã được công diễn khắp các thành thị, từ Nam chí Bắc, ở đâu cũng được hoan nghênh, góp phần khích lệ lòng yêu nước của tầng lớp thanh niên lúc bấy giờ.
Ở thơ, Xa xa là tác phẩm nổi bật nhất của Phan Khắc Khoan, được viết khi ông mới khoảng 20 tuổi (1936). Đề cập đến thi phẩm này, trong quyển Thi nhân Việt Nam có đoạn viết: 
Hình như một cuộc tình duyên không toại đã vì tác giả khơi nguồn thơ...Cả tập Xa xa đượm một mối buồn vô hạn, một nỗi nhớ không nguôi. Tuy chỉ là nỗi lòng riêng, nhưng lời thơ nhân đó có cái buồn bát ngát, cái nhớ nhung khó hiểu của những nơi trời nước mênh mông...
Bên cạnh đó thơ ông, cũng như kịch của ông, rất giàu màu sắc chính trị, vì luôn kêu gọi tuổi trẻ đấu tranh, đòi quyền sống, đòi tự do ngôn luận; đồng thời cũng ca ngợi sức sống của dân tộc, cổ vũ tinh thần chống ngoại xâm...
Nhìn lại số tác phẩm trên, phải nhận rằng nguồn sáng tác của ông quá phong phú, nhưng cũng quá "dễ dãi". Hoài Thanh và Hoài Chân đã nói đến điều này như sau: ...cái tính dễ dãi của Phan Khắc Khoan thực dễ sợ! Ai lại đi xe lửa hạng tư chật không một chỗ đứng, từ Huế ra Thanh, mà làm luôn một thôi năm bài thơ dài! Cho nên Phan Khắc Khoan thường không hay đi sâu vào hồn mình để tìm thấy những điều riêng biệt.
Tôi không muốn anh phải mệt vì thơ của tôi nhiều...— Phan Khắc Khoan, Thư gửi Hoài Thanh kèm tác phẩm.

## Trích tác phẩm
Trích giới thiệu một đoạn trong tác phẩm kịch Phạm Thái (1943):
| (Phạm Thái say gục xuống, trong mơ hiện ra một tráng sĩ vừa múa gươm vừa hát) Tráng sĩ: Ta, tráng sĩ chừ gặp thời loạn lạc, Như cá trong nước chừ ta vẫy vùng; Bỏ bút nghiên chừ đồ vô dụng, Một gươm, một ngựa, chừ cây cung. Với lòng dũng cảm chừ với chí lớn; Ta xông xáo chừ đám mông lung. Chiếc chiến bào của ta chừ đẫm máu, Bên tai ta chừ pháo nổ đì đùng. Ta, tráng sĩ chừ gặp thời loạn lạc, Như cá trong nước chừ ta vẫy vùng... (Người tráng sĩ biến đi. Phạm Thái tỉnh dậy, nhớ đời hoạt động xưa, bỗng hăng hái và sôi nổi) Phạm Thái: Đâu Phạm Thái, người nam nhi tráng sĩ? Đâu rực rỡ ánh ngôi sao hùng vĩ? Đâu đồi cao Tiêu lĩnh ngát trầm hương? Đâu oai hùng chí mạnh đảng Tiên Sơn? Đâu đâu cả? Đâu ngọn kiếm oai linh vụt đầu rơi bay lả tả? Ôi, ta say rồi! Hay quanh ta mộng tỏa khắp năm trời? Ô be chén, Hồn thơ mộng hay lả hồn chinh chiến? (Phạm Thái lại say lịm, trong mơ Quỳnh Như hiện ra phơ phất và huyền ảo) Quỳnh Như: Ai như chàng phải chăng chàng? Cõi mơ thiếp lại bàng hoàng trong mơ. Phải chăng hồi trước làm thơ, Vung lòe kiếm sắc đợi chờ hứng trăng. Rồi tan mộng tưởng cùng hăng, Hồn tro khói lạnh lòng băng giá chìm... ... Say đi chàng cứ say đi! Tỉnh ra khi nỗi buồn khi mộng tàn. Say đi chàng cứ làm thơ, Đành không thắng nỗi nước cờ bại vong Thì long đong cứ long đong, Chẳng qua hỗn loạn một vòng nhân sinh... ... Thì làm thơ cứ làm thơ, Đành không xóa nổi cuộc cờ nhân gian Thì say uống mãi ngâm tràn, Hồn mơ đến tận non ngàn tìm nhau... | Trích trong tập thơ Xa Xa: - Nước chiều đã cạn sông bày cát Nhưng chiếc đò ngang vẫn đợi chờ Người thưa, khách vắng...buồn man mác, Cô lái buồn trong dãy núi mờ. - Ai đứng trong buồn mong mỏi bạn Trở về với những khúc ca hoan? -Tổ chim bỏ vắng trên cành nhạn Đã kể cho người chuyện hợp tan. - Cây vươn trên nước rủ bơ phờ. Gió nhẹ vờn sương thổi vật vờ, Chiều đuối, chiều tàn, chiều lặng lẽ, Đò qua sông vắng lướt trong mơ. - Buồm ai thấp thoáng ngoài xa mịt Ta chẳng quen người cũng ngó theo... Ai người chẳng biết buồn ly biệt Lúc cánh buồm giương ai nhổ neo? - Tôi vừa ra đó quên cầm sách Gió đã lòn vài dở đếm trang, -À mà trong vắng trong xa cách Có lẽ bao nhiêu nỗi phụ phàng! Hờn nam nhi (trích) ...Kiếp xưa chắc phụ bao hùng khí, Ngày nay ngơ ngác làm thi sĩ, Ngọn trúc mơ lầm ngọn kiếm linh, Ngày nay chí lỡ, gươm hoen rỉ. Người xưa ném bút theo đao cung, Cán bút ta nâng luống thẹn thùng, Ví bằng bút phụ lời ta nguyện, Biết kiếp nào đây sáng nghiệp hùng. Trần Can, Phạm Thái, ôi Kinh Kha! Bao nhiêu uất hận đày tim ta. Gươm, bút một thời thôi để hận, Ngàn năm sự nghiệp há tiêu ma?... ... Đìu hiu thu đất khách, Ngơ ngác một hồn trai. Giữa đời đông đúc, thân cô chích, Thiên hạ tri âm, nào những ai? Đời xưa, mong thạnh trị, Mà không biết Khổng khâu. Đời nay, người mất trí, Còn ai biết ai đâu?... (Báo Thanh Niên, số 37 ra ngày 12 tháng 8 năm 1944) |